# 貝勒尼基三世
貝勒尼基三世（愛父者）（希臘語： ; 前115/114年—前80年），或稱克麗奧佩脫拉，現代學者有時稱她為克麗奧佩脫拉·貝勒尼基。她是托勒密埃及女王，首次與丈夫托勒密十世在前101年—前88年一同統治，後來在前81年起與父親托勒密九世統治埃及。
她出生於前115年或前114年，是托勒密九世和克麗奧佩脫拉四世的女兒。後來叔叔托勒密十世奪取父親托勒密九世的王位，並在前101年叔叔謀殺了祖母克麗奧佩脫拉三世後，托勒密十世與貝勒尼基三世結婚，並立她為共治女王。然而隨著父親托勒密九世奪回王位，貝勒尼基三世也被迫下台，直到父親臨死前再度立她為共治女王。前81年托勒密九世逝世後，貝勒尼基三世成為托勒密埃及唯一的統治者，這次僅僅統治六個月，但這段期間深受民眾愛戴。後來她被迫嫁給托勒密十一世，托勒密十一世即位後不久殺了她。這個舉動讓人民相當氣憤而發動暴動，幾天內就殺了托勒密十一世，使托勒密僅在位19天。

## 身世和早年
在那個時代的托勒密王室如貝勒尼基三世等都是希臘裔埃及人，托勒密埃及時期一個顯著象徵就是他們從本土埃及文化和希臘文化中汲取並相互融合，交織到他們的治理國策之上。貝勒尼基三世的父親是托勒密九世，他在前116年登上埃及國王兼任法老，並成為貝勒尼基祖母克麗奧佩脫拉三世的共治王。當時由克麗奧佩脫拉三世女王主導了托勒密埃及政府，托勒密九世起初與妹妹克麗奧佩脫拉四世結婚，但之後克麗奧佩脫拉三世就逼迫托勒密九世離婚，並大約在前115年早期改娶另一個妹妹克麗奧佩脫拉·塞勒涅。關於貝勒尼基三世的生母是否是克麗奧佩脫拉四世不太確定，一些學者傾向如此認為，但還有更多其他學者保持反對意見，如學者克里斯多福·班尼特（Christopher Bennett）注意到貝勒尼基三世在古代文獻中都被認為是合法子嗣，不像其他托勒密九世的孩子們如托勒密十二世和賽普勒斯的托勒密等被認為是庶出，又因為托勒密九世與克麗奧佩脫拉四世的婚姻似乎被認為合法性不足，因此學者們認為貝勒尼基三世的生母更大可能是合法婚姻下的克麗奧佩脫拉·塞勒涅所生，如此這樣的話貝勒尼基三世大約出生在前115下半或前114年上半。
貝勒尼基的父親托勒密九世和祖母克麗奧佩脫拉三世雙方最終互相陷入衝突之中，在前107年克麗奧佩脫拉三世策動了亞歷山卓公民暴動來對付托勒密九世，迫使他逃到賽普勒斯島去，在倉皇逃亡過程之中，貝勒尼基和其他弟妹都被拋棄並被留在亞歷山卓城之中。克麗奧佩脫拉三世後來改立了貝勒尼基的叔叔托勒密十世為新的埃及國王，意圖讓更服從的兒子當共治王。大約在貝勒尼基七歲的時候，托勒密九世娶了貝勒尼基可能的生母克麗奧佩脫拉·塞勒涅為妻，貝勒尼基因此成為繼女。克麗奧佩脫拉·塞勒涅和托勒密十世可能誕有一子，即未來的國王托勒密十一世。然而大約在前103年左右，克麗奧佩脫拉三世再迫使托勒密十世離婚，並讓克麗奧佩脫拉·塞勒涅改嫁給塞琉古帝國國王安條克八世。

## 托勒密十世的共治女王 （前101年-前88年）
前101年，托勒密十世謀殺了其母麗奧佩脫拉三世，獨掌政權。之後不久，他與年約13歲的貝勒尼基三世結婚，並依慣例把她提昇為共治女王。這對王室夫妻並以一對「愛手足神」（Theoi Philadelphoi）被納入托勒密埃及王室崇拜之中。前91年，上埃及爆發了叛變，這場上埃及的叛變是前205年霍爾溫尼菲爾（Horwennefer）「大叛亂」和前131年哈西西（Harsiesi）等延續，也是這一連串叛亂之中最後的一場叛亂。對於這場叛亂的領導人是誰，或是其領導者如同前幾場一樣是否自立為法老等問題，目前都不得所知。可知叛軍再度奪下底比斯，他們不僅受到底比斯的祭司們支持，叛軍也被證實出現在莱托波里斯（Letopolis）和派西里斯（Gebelein/Pathyris）等地。這場叛亂也讓托勒密埃及再度失去南方下努比亞特拉康塔斯科諾斯（Triakontaschoinos）的地區控制，這塊地區直到羅馬帝國時期之前都被麥羅埃王國所控制。
大約在前88年5月左右，王國首都亞歷山卓軍隊和公民轉而反對托勒密十世，並且把他從王位上驅逐。亞歷山卓公民接著邀請托勒密九世回國，讓他重新登上王位。而在這次事件中貝勒尼基三世伴隨丈夫流亡在外，他們聚集一支艦隊試圖重新奪回王國，但在海戰上被亞歷山卓艦隊擊敗。托勒密十世接著在小亞細亞米拉重新聚集另一支軍隊，入侵了賽普勒斯島，但他在征途中被殺。在托勒密十世去世之後某個時間點，貝勒尼基三世返回埃及，但無法確定該時間點為何。

## 第二次統治 （前81-80年）

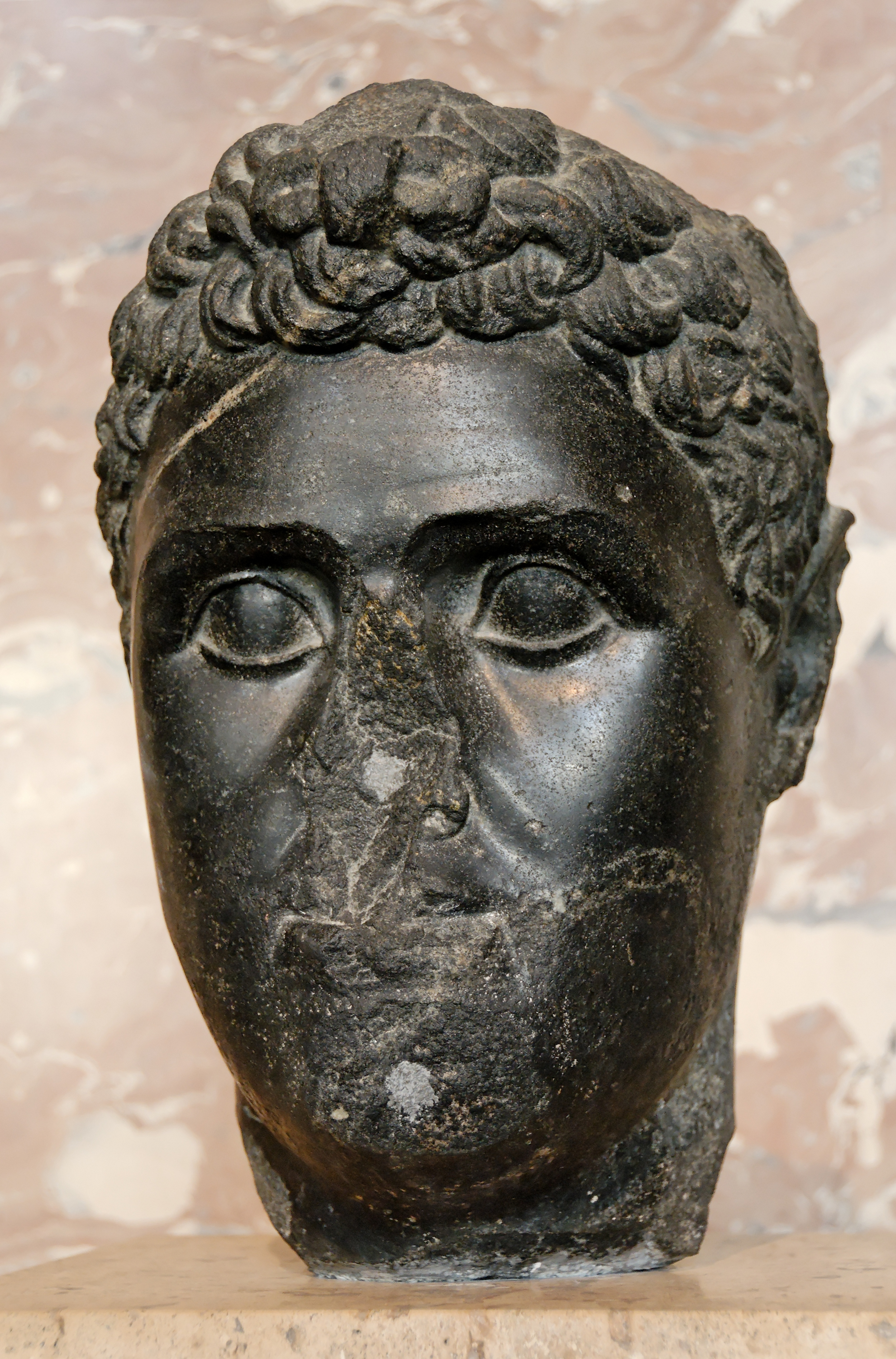
托勒密十世玄武岩半身像

前81年8月5日，托勒密九世立自己女兒貝勒尼基三世為共治女王，這是她第二次成為女王統治埃及，之前她是以托勒密十世之妻的身份被立為共治女王。一些來源認為托勒密九世在前88年第二次統治期間開始時就讓貝勒尼基三世成為他的共治女王，但所有出土文件都表明托勒密九世他一直單獨統治，直到前81年這一刻才立女兒為新的共治者。此後不久，可能是在同年12月托勒密九世就過世了，留下他的女兒單獨繼承王位。貝勒尼基三世此階段把自己的王室崇拜稱號定為「愛父女神」（Thea Philopator），明顯顯示她的權力來自父親的賦予。
貝勒尼基三世單獨統治整個王國數個月，之後她從羅馬召回她的同母異父的弟弟托勒密十一世，立他為自己的共治王。根據阿庇安記載，立弟弟為埃及共治王是羅馬獨裁官蘇拉所要求的，蘇拉企圖讓托勒密十一世成為埃及國王，好讓埃及成為羅馬的從屬國。托勒密十一世於前80年4月3日加冕為王，並在幾天後就謀殺了貝勒尼基三世。貝勒尼基之死激怒了首都亞歷山卓的公民們，並在同年的4月22日發動暴動來宣洩他們不滿和憤怒，暴民們在亞歷山卓體育館殺了托勒密十一世。埃及王位因此傳給了貝勒尼基三世同父異母的兄弟托勒密十二世，史書上並不認為他是托勒密九世合法婚姻的子嗣，因此在埃及王位繼承上有合法性的問題。

## 其它
- 巴洛克時期德國作曲家韓德爾曾在歌劇《貝蕾妮切》（Berenice）中以貝勒尼基三世的故事為背景，並作為歌劇中的女主角。[19]

## 註腳
1. 1 2 3 4 5 6 7 8  Bennett, Chris. . Egyptian Royal Genealogy.   [2022-10-06]. （原始内容存档于2022-09-30）.
2. 1 2  . www.livius.org.   [2022-10-06]. （原始内容存档于2022-10-05）.
3. ↑  Bennett, Chris. . Zeitschrift für Papyrologie und Epigraphik. 2002, 139: 143–148  [2022-10-06]. JSTOR 20191430. （原始内容存档于2022-10-06）.
4. ↑  Llewellyn-Jones, Lloyd. . Bagnall, Roger S.; Brodersen, Kai; Champion, Craige B.; Erskine, Andrew; Huebner, Sabine R.  (编). . III: Be-Co. Wiley-Blackwell. 2013 [2012]. ISBN 978-1-405-17935-5.
5. ↑  Bennett 1997，第54頁.
6. ↑  查士丁, Epitome of Pompeius Trogus 39.4.1; 保薩尼亞斯 1.9.2
7. ↑  Hölbl 2001，第206–207頁
8. ↑  Bennett, Chris. . Egyptian Royal Genealogy.   [2022-10-06]. （原始内容存档于2022-09-29）.
9. ↑  Hölbl 2001，第207–210頁
10. ↑  保薩尼亞斯 1.9.3
11. ↑  Porphyry FGrH 260 F2.9; 斯特拉波 Geography 17.1.8
12. ↑  Porphyry FGrH 260 F2.8-9; 查士丁 Epitome of Pompeius Trogus 39.5; 保薩尼亞斯
13. ↑  Bennett, Chris. . Egyptian Royal Genealogy.   [2022-10-06]. （原始内容存档于2022-01-01）.
14. ↑  Hölbl 2001，第211頁
15. 1 2  Hölbl 2001，第213–214頁
16. ↑  阿庇安 Bellum Civile 1.102
17. ↑  Bevan, Edwyn Robert. . Oxfordshire, England. ISBN 978-1-315-77371-1. OCLC 893686286.
18. ↑  Porphyry FGrH 260 F2.10-11; 西塞羅, De Rege Alexandro F9; 阿庇安 Bellum Civile 1.102.
19. ↑  Palmer, Rudolph. . handelhendrix.org. HandelHendrix.   [2022-10-06]. （原始内容存档于2022-11-27）.